# Grattacieli (film 1943)
Grattacieli è un film del 1943 diretto da Guglielmo Giannini.

## Trama
New York. Durante una festa tra amici organizzata nell'attico di un grattacielo, uno degli ospiti nel tentativo di abbracciare una ragazza, sul terrazzo, precipita nel vuoto e muore.
La polizia immediatamente intervenuta, svolge le prime indagini. L'ispettore Stoll, dopo i primi interrogatori di tutti i presenti, capisce una prima verità: il morto era stato colpito alla testa prima di precipitare dalla terrazza.
Alla fine il colpevole viene identificato nella persona del padrone di casa, che sconta il delitto rimanendo ucciso a sua volta.

## Produzione
La pellicola venne girata negli studi di Cinecittà nei primi mesi del 1943.

## Distribuzione
Il film venne distribuito nel circuito cinematografico italiano il 17 giugno del 1943.

## Critica
(Su Film del 6 novembre 1943)